# David Bösch

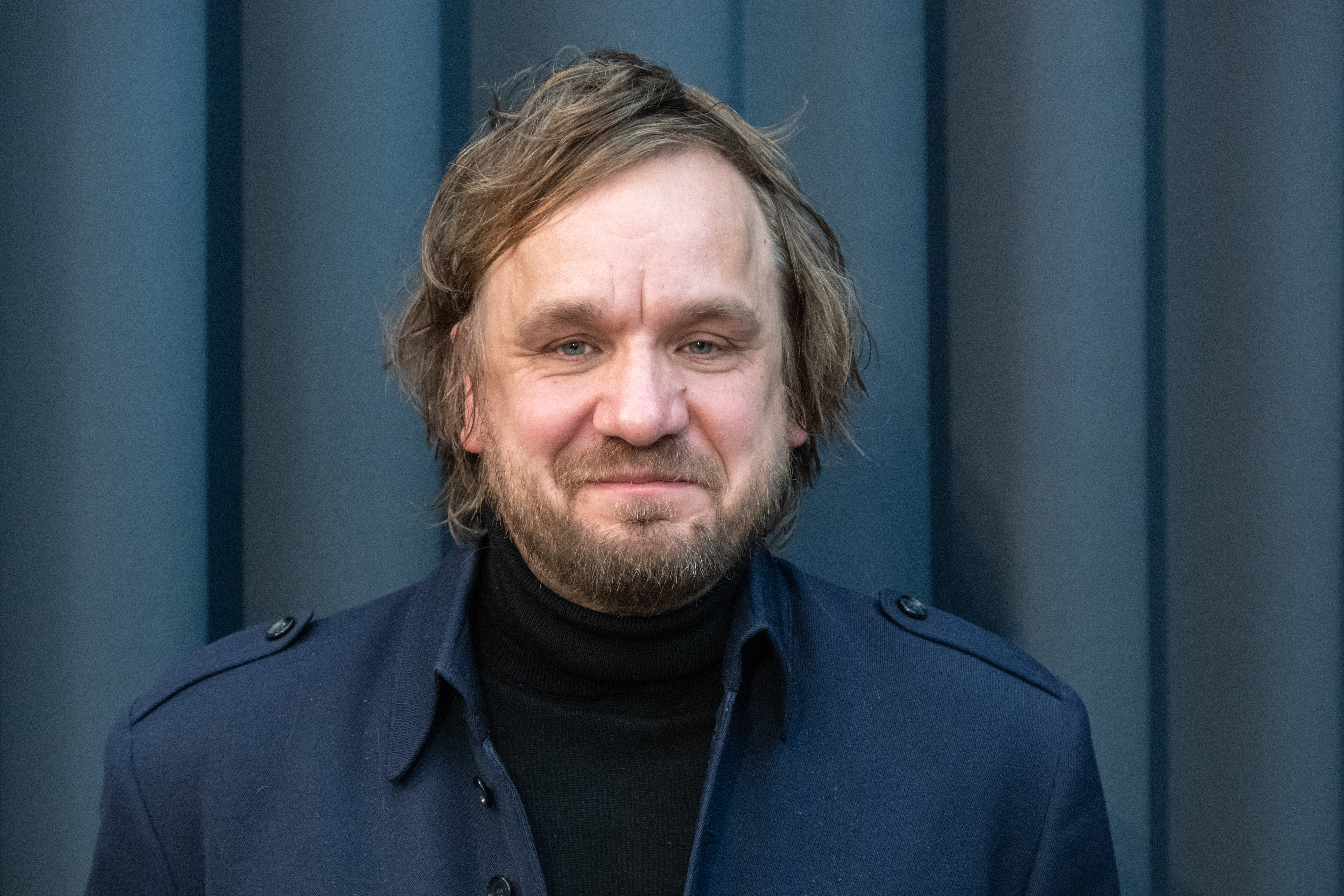
David Bösch (2024)

David Bösch (* 1978 in Lübbecke) ist ein deutscher Theaterregisseur, Theaterautor, Opernregisseur und seit 2024 Schauspieldirektor am Landestheater Linz.

## Ausbildung
Nach dem Abitur im Bielefelder Stadtteil Bethel betreute Bösch ein Jahr lang einen jüdischen Schauspieler in Israel und machte erste Theatererfahrungen am Theater Total in Bochum. Daraufhin begann er ein Studium der Theater- und Filmregie an der Athanor Akademie in Burghausen und wechselte von dort aus an die Hochschule für Musik und Theater Zürich, wo er von 2001 bis 2004 den Studiengang Theaterregie belegte. Er schloss seine Ausbildung mit einer Inszenierung des Klassikers Frühlings Erwachen von Frank Wedekind ab.

## Beruf
2004 inszenierte Bösch unter anderem das Stück Port von Simon Stephens mit Michael von Burg am Hamburger Thalia Theater, welches später im Rahmen des Young Directors Project bei den Salzburger Festspielen und beim Radikal jung – Das Festival junger Regisseure aufgeführt wurde.
Des Weiteren inszenierte Bösch am Schauspielhaus Bochum, am Stadttheater Bern und am Schauspielhaus Zürich. Von der Saison 2005/06 bis 2009/10 war Bösch als Hausregisseur am Schauspiel Essen engagiert, wo er als seine erste Arbeit eine Inszenierung von William Shakespeares Ein Sommernachtstraum präsentierte. Im Juni 2006 inszenierte er am Thalia Theater als Gastregisseur Viel Lärm um nichts von Shakespeare, womit er erneut zu den Salzburger Festspielen eingeladen wurde. Im Dezember 2010 inszenierte Bösch im Kasino des Burgtheaters Franz Xaver Kroetz’ Stallerhof, im Januar 2012 am Schauspielhaus Bochum Kleiner Mann – was nun? von Hans Fallada.
2011 inszenierte er auf Einladung des Goethe Instituts am Myeongdong Theater in Seoul Goethes Urfaust. Von 2010 bis 2013 war Bösch Leitender Regisseur am Schauspielhaus Bochum, von 2013 bis 2016 Hausregisseur am Wiener Burgtheater. Es folgten Theaterinszenierungen u. a. am Residenztheater München, Deutschen Theater Berlin, Schauspiel Frankfurt und Berliner Ensemble.
2009 startete er mit der Inszenierung von Donizettis L’elisir d’amore an der Bayerischen Staatsoper München seine Tätigkeit als Opernregisseur. In den folgenden Jahren inszenierte er u. a. Mozarts Mitridate, Janáčeks Das schlaue Füchslein und Wagners Die Meistersinger von Nürnberg in München, Vivaldis Oper Orlando furioso, Humperdincks Königskinder und Wagners Der fliegende Holländer an der Oper Frankfurt, Le nozze di Figaro von Mozart an De Nationale Opera Amsterdam, Elektra von Strauss an der Vlaamse Opera Antwerpen, Il trovatore am Royal Opera House Covent Garden London, Schrekers Die Gezeichneten an der Opéra National de Lyon sowie Korngolds Die tote Stadt und Verdis Nabucco an der Semperoper Dresden. 2018 wurde Bösch als bester Regisseur für den International Opera Award nominiert. Mit Nicolais Die lustigen Weiber von Windsor debütiert er 2019 an der Staatsoper Unter den Linden, mit Manon von Massenet 2021 an der Staatsoper Hamburg, für die er im selben Jahr das neue Format der Graphic Opera entwickelte. Anlässlich des 100. Geburtstags der Widerstandskämpferin Sophie Scholl produzierte er zusammen mit Patrick Bannwart und Falko Herold einen teils animierten Film zur Oper Weiße Rose von Udo Zimmermann. Der Film wurde vom Fernsehsender Arte ausgestrahlt, gewann den Theaterpreis Rolf Mares und nahm teil am 58. Golden Prague International Television Festival.
Bösch unterrichtet seit 2018 Regie und Schauspiel am Institut für Schauspiel und Schauspielregie – Max Reinhardt Seminar.
Seit der Spielzeit 2024/25 ist Bösch Schauspieldirektor am Landestheater Linz.

## Burgtheater-Inszenierungen
- 2009 Adam Geist von Dea Loher (Akademietheater)
- 2010 Stallerhof von Franz Xaver Kroetz (Kasino am Schwarzenbergplatz, später auch im Akademietheater)
- 2013 Gespenster von Henrik Ibsen (Akademietheater)
- 2013 Der Talisman von Johann Nestroy (Akademietheater)
- 2013 Romeo und Julia von Shakespeare
- 2013 Mutter Courage und ihre Kinder von Bertolt Brecht
- 2014 Parzival von Tankred Dorst (Akademietheater)
- 2015 Das Käthchen von Heilbronn von Heinrich von Kleist
- 2015 Die Präsidentinnen von Werner Schwab (Akademietheater)
- 2022 Adern von Lisa Wentz (Akademietheater)[7]

## Operninszenierungen
- 2009 L’elisir d’amore von Gaetano Donizetti (Bayerische Staatsoper)
- 2010 Orlando furioso von Antonio Vivaldi (Oper Frankfurt)
- 2011 Mitridate, re di Ponto von Wolfgang Amadeus Mozart (Bayerische Staatsoper)
- 2012 Das schlaue Füchslein von Leoš Janáček (Bayerische Staatsoper)
- 2012 Königskinder von Engelbert Humperdinck (Oper Frankfurt)
- 2014 L’Orfeo von Claudio Monteverdi (Bayerische Staatsoper)
- 2014 Elektra von Richard Strauss (Vlaamse Opera Antwerpen)[8]
- 2015 Die Gezeichneten von Franz Schrekers (Opéra National de Lyon)
- 2016 Die Meistersinger von Nürnberg von Richard Wagner (Bayerische Staatsoper)
- 2016 Il trovatore von Giuseppe Verdi (Royal Opera House Covent Garden London)[9]
- 2016 Le nozze di Figaro von Wolfgang Amadeus Mozart (De Nationale Opera Amsterdam)[10]
- 2017 Die tote Stadt von Erich Wolfgang Korngold (Semperoper Dresden)[11]
- 2017 Così fan tutte von Wolfgang Amadeus Mozart (Grand-Théâtre de Genève)[12]
- 2019 Nabucco von Giuseppe Verdi (Semperoper Dresden)[13]
- 2019 Die lustigen Weiber von Windsor von Otto Nicolai (Staatsoper Unter den Linden)[2]
- 2021 Manon von Jules Massenet (Staatsoper Hamburg)[3]
- 2021 Die Entführung aus dem Serail von Wolfgang Amadeus Mozart (Staatsoper Hamburg)[14]
- 2021 Graphic Opera Weiße Rose von Udo Zimmermann (Staatsoper Hamburg und Arte)[4]
- 2022 Rigoletto von Giuseppe Verdi (Oper Göteborg)
- 2022 Irrelohe von Franz Schrekers (Opéra National de Lyon)[15]
- 2022 Don Pasquale von Gaetano Donizetti (Staatsoper Hamburg)[16]
- 2023 L’Enfant et les sortilèges von Maurice Ravel & Iolanta von Pjotr Iljitsch Tschaikowsky (Oper Bern)[17]
- 2023 Das Tagebuch der Anne Frank von Grigori Frid (Staatsoper Hamburg)[18]
- 2024 Die Frau ohne Schatten von Richard Strauss (Semperoper Dresden)[19]

## Werke
- 2022 Robin Hood, Uraufführung am 20. November 2022, Schauspielhaus Düsseldorf[20]
- 2024 Keine Pinguine, nirgends, mit Eileen Huhn (Co-Autorin), Uraufführung am 4. Oktober 2024, Staatstheater Nürnberg[21]

## Auszeichnungen
- 2003 Ensemblepreis der Ständigen Konferenz Schauspielausbildung in Graz für Leonce und Lena – A Better day
- 2003 Körber Studio Junge Regie für Fluchtpunkt von Jessica Goldberg
- 2006 Montblanc Young Directors Award der Salzburger Festspiele
- 2006 Nestroy-Theaterpreis-Nominierung für die Beste Regie von Viel Lärm um nichts
- 2018 International-Opera-Award-Nominierung für die Beste Regie
- 2021 58. Golden Prague International Television Festival für die Graphic Opera Weiße Rose[22]
- 2021 Theaterpreis Rolf Mares für die Graphic Opera Weiße Rose[22]
- 2024 NachSpielPreis des Heidelberger Stückemarkt für die Inszenierung von Fischer Fritz am Landestheater Linz[23]